# Gunghuyana
Gunghuyana är ett släkte av insekter. Gunghuyana ingår i familjen dvärgstritar.
Kladogram enligt Catalogue of Life:
| Gunghuyana | \| \| Gunghuyana alativerpa \| \| \| \| \| \| Gunghuyana bispiniverpa \| \| \| \| \| \| Gunghuyana cariniverpa \| \| \| \| \| \| Gunghuyana cingalensis \| \| \| \| \| \| Gunghuyana cuneiverpa \| \| \| \| \| \| Gunghuyana erismativerpa \| \| \| \| \| \| Gunghuyana gazana \| \| \| \| \| \| Gunghuyana leviverpa \| \| \| \| \| \| Gunghuyana pipinna \| \| \| \| \| \| Gunghuyana serrativerpa \| \| \| \| |
|            | \| \| Gunghuyana alativerpa \| \| \| \| \| \| Gunghuyana bispiniverpa \| \| \| \| \| \| Gunghuyana cariniverpa \| \| \| \| \| \| Gunghuyana cingalensis \| \| \| \| \| \| Gunghuyana cuneiverpa \| \| \| \| \| \| Gunghuyana erismativerpa \| \| \| \| \| \| Gunghuyana gazana \| \| \| \| \| \| Gunghuyana leviverpa \| \| \| \| \| \| Gunghuyana pipinna \| \| \| \| \| \| Gunghuyana serrativerpa \| \| \| \| |
|            | Gunghuyana alativerpa |
|            | |
|            | Gunghuyana bispiniverpa |
|            | |
|            | Gunghuyana cariniverpa |
|            | |
|            | Gunghuyana cingalensis |
|            | |
|            | Gunghuyana cuneiverpa |
|            | |
|            | Gunghuyana erismativerpa |
|            | |
|            | Gunghuyana gazana |
|            | |
|            | Gunghuyana leviverpa |
|            | |
|            | Gunghuyana pipinna |
|            | |
|            | Gunghuyana serrativerpa |
|            | |